# Александр Леві

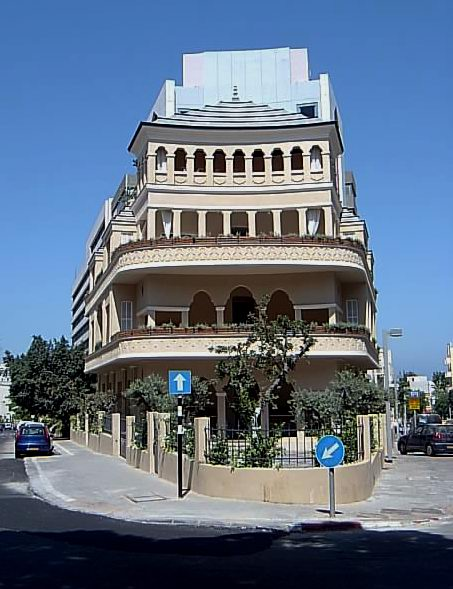
Будівля «Пагода», Тель-Авів, Ізраїль

Александр Леві (івр. אלכסנדר_לוי нім. Aleksander Levi, 21 грудня 1883, Берлін — 1943, Освенцим) — німецький архітектор єврейського походження.

## Біографія
Народився в Берліні, 1920 року емігрував у Палестину, але не витримав труднощів місцевого життя.
Він прожив в Тель-Авіві з 1920 по 1927 рік. Побудував там більше 60 будинків, у тому числі: «Адміралтейство» і «Пагоду» (1924). 
У 1927 році виїхав з країни. Але на відміну від Мендельсона, Лясковського, Корнголда та інших він поїхав не у США, а повернувся назад в рідну Німеччину, де він змінив ім'я, ставши Александром Лі (Lee), і організував фірму Lee Kleinhausbau з будівництва житлових компактних будинків, проект яких він свого часу пропонував сіоністській організації для Хайфи.
Брав участь у проектуванні споруд в Берліні і Парижі. Коли нацисти прийшли до влади, він переїхав в Париж. У 1939 році його, як підданого Німеччини інтернувала французька поліція, і він був відправлений в Освенцим, де загинув в 1943 році.